# Bidar Alam
Bidar Alam is een bestuurslaag in het regentschap Solok Selatan van de provincie West-Sumatra, Indonesië. Bidar Alam telt 2753 inwoners (volkstelling 2010).